# Підземне сховище газу Гайдусобосло
Підземне сховище газу Гайдусобосло – об’єкт нафтогазової інфраструктури Угорщини. 
У першій половині 1960-х поблизу Дебрецена стартувала розробка газового родовища Гайдусобосло, від якого проклали трубопроводи Гайдусобосло – Будапешт та Гайдусобосло – Озд. А вже наприкінці наступного десятиліття почались роботи з перетворення виснаженого родовища на підземне сховище газу, яке стало до ладу в 1981-му з 35 свердловинами та об’ємом у 400 млн м3. Станом на початок 2000-х об’єм ПСГ досягнув 1590 млн м3, а кількість свердловин зросла до 82. Наразі об’єм збільшили до 1640 млн м3 газу. 
Зберігання газу відбувається у покладі товщиною 8 метрів на глибині 950 метрів. Мінімальний та максимальний тиск у сховищі коливається від 5,2 до 9,7 МПа. Технічно можливий добовий відбір складає 19,8 млн м3 при добовому рівні закачування у 10,3 млн м3. ПСГ має компресорну станцію, потужність якої на початку 2000-х становила 15,6 МВт.
Окрім зазначених вище газопроводів, у 1980-х повз сховище пройшов трубопровід Берегдароц – Варшфьолд/Сегед.